# Dobrianka
Pour les articles homonymes, voir Dobrianka (homonymie).
Dobrianka (en russe : Добрянка) est une ville du kraï de Perm, en Russie. Sa population s'élève 33 395 habitants en 2014.

## Géographie
Diobrianka est située au bord de la Kama, à 52 km — 61 km par la route — au nord de Perm.

## Histoire
Dobrianka est probablement l'une des plus anciennes localités du kraï de Perm. Elle est mentionnée pour la première fois en 1623. Une usine sidérurgique fut construite à l'embouchure de la rivière Dobrianka en 1752 et une agglomération s'y développa. En 1928, Dobrianka accéda au statut de commune urbaine, puis en 1943 à celui de ville. Dobrianka fut un centre administratif de raïon jusqu'en 1993.
La centrale thermique de Perm (Пермская ГРЭС) se trouve à Dobrianka. Elle est dominée par une cheminée de 330 m de hauteur.

## Population
Recensements (*) ou estimations de la population
| 1908  | 1926* | 1931  | 1939*  | 1959*  | 1970*  |
| ----- | ----- | ----- | ------ | ------ | ------ |
| 6 889 | 6 810 | 7 400 | 10 214 | 15 515 | 18 349 |

| 1979*  | 1989*  | 2002*  | 2010*  | 2013   | 2014   |
| ------ | ------ | ------ | ------ | ------ | ------ |
| 22 229 | 35 317 | 36 436 | 33 686 | 33 466 | 33 395 |

## Économie
La principale entreprise de Dobrianka est la Centrale électrique de Perm (ОАО "Пермская ГРЭС").